# Lissodrillia schroederi
Lissodrillia schroederi é uma espécie de gastrópode do gênero Lissodrillia, pertencente a família Drilliidae.